# Hieracium ebudicum
Hieracium ebudicum es una especie de planta con flor del género Hieracium, de la familia Asteraceae, orden Asterales.

## Distribución
Hieracium ebudicum se distribuye por Gran Bretaña.

## Taxonomía
Fue descrita científicamente por Pugsl. Fue publicada en J. Bot.